# Mingo (futbolista)
Carles Domingo Pladevall (Hostalrich, Gerona, España, 10 de junio de 1977), conocido como Mingo, es un futbolista español que juega como defensa en el Atlètic Club Hostalric de la Cuarta Catalana.

## Selección nacional
Fue internacional con España en las categorías sub-19, sub-20, con la que disputó el Mundial Juvenil de 1995, y sub-21, con la que participó en los Juegos Mediterráneos de 1997.

## Clubes
| Club                        | País   | Año       |
| --------------------------- | ------ | --------- |
| F. C. Barcelona             | España | 1995-1997 |
| Real Sporting de Gijón      | España | 1997-2000 |
| Rayo Vallecano de Madrid    | España | 2000-2001 |
| Real Betis Balompié         | España | 2001-2004 |
| Albacete Balompié           | España | 2004-2006 |
| Club Gimnàstic de Tarragona | España | 2006-2012 |
| Atlètic Club Hostalric      | España | 2013-2019 |